# Цзянчжоу
Цзянчжо́у (кит. упр. 江州, пиньинь Jiāngzhōu) — район городского подчинения городского округа Чунцзо Гуанси-Чжуанского автономного района (КНР).

## История
Во времена империи Сун в 1053 году был создан уезд Чуншань (崇善县), впоследствии в течение тысячи лет служивший местом пребывания властей различных уровней. Во времена империи Мин здесь разместились власти Тайпинской управы (太平府), которой, в частности, была подчинена Цзочжоуская область (左州). После Синьхайской революции в Китае была проведена реформа структуры административного деления, в ходе которой области и управы были упразднены, и в 1913 году место пребывания властей Цзочжоуской области было преобразовано в уезд Цзосянь (左县).
После вхождения этих мест в состав КНР в конце 1949 года был образован Специальный район Лунчжоу (龙州专区), и уезды Чуншань и Цзосянь вошли в его состав. В апреле 1951 года уезды Чуншань и Цзосянь были объединены в уезд Чунцзо (崇左县). Власти специального района переехали в уезд Чунцзо, и Специальный район Лунчжоу был переименован в Специальный район Чунцзо (崇左专区).
В декабре 1952 года в провинции Гуанси был создан Гуйси-Чжуанский автономный район (桂西壮族自治区), и Специальный район Чунцзо вошёл в его состав. В 1953 году Специальный район Чунцзо был объединён со Специальным районом Биньян (宾阳专区), образовав Специальный район Юннин (邕宁专区), а затем Специальный район Юннин был расформирован, и уезд был подчинён напрямую властям Гуйси-Чжуанского автономного района. В 1956 году Гуйси-Чжуанский автономный район был переименован в Гуйси-Чжуанский автономный округ (桂西僮族自治州). В 1957 году был вновь создан Специальный район Юннин.
В 1958 году автономный округ был упразднён, а вся провинция Гуанси была преобразована в Гуанси-Чжуанский автономный район. Специальный район Юннин был опять расформирован, и уезд перешёл в состав Специального района Наньнин (南宁专区), после чего был объединён с уездом Фусуй в уезд Цзоцзян (左江县). В 1959 году уезд Цзоцзян был вновь разделён на уезды Чунцзо и Фусуй. В 1960 году уезд Фусуй был опять присоединён к уезду Чунцзо, но в 1962 году был вновь воссоздан.
В 1971 году Специальный район Наньнин был переименован в Округ Наньнин (南宁地区).
Постановлением Госсовета КНР от 23 декабря 2002 года округ Наньнин был расформирован; часть из входивших в его состав административных единиц была передана в состав городского округа Наньнин, а из оставшихся был образован городской округ Чунцзо; уезд Чунцзо был при этом расформирован, а вместо него был образован район городского подчинения Цзянчжоу городского округа Чунцзо.

## Административное деление
Район делится на 3 уличных комитета, 6 посёлков и 2 волости.